# Andre Collins
Andre Jerome Collins (Crisfield, Maryland, 9 de agosto de 1982) es un exjugador de baloncesto estadounidense nacionalizado búlgaro. Con 1,83 metros de estatura, jugaba en la posición de base.

## Trayectoria deportiva

### Universidad
Jugó dos temporadas y media con los Maryland de la Universidad de Maryland, en las que apenas contó para su entrenador Gary Williams. En diciembre de 2003, tras participar en apenas seis partidos de su temporada júnior, abandonó el equipo, siendo transferido a los Greyhounds de la Universidad Loyola Maryland, donde tras el preceptivo año en blanco que impone la NCAA, jugó su última temporada como universitario, en la que promedió 26,1 puntos, 3,6 rebotes, 4,7 asistencias y 1,1 robos de balón por partido. Esa temporada fue incluido en el mejor quinteto de la Metro Atlantic Athletic Conference.

### Profesional
Tras no ser elegido en el Draft de la NBA de 2006, firmó su primer contrato profesional con el Basket Club Ferrara de la Legadue, la segunda categoría del baloncesto italiano, con quien conseguiría ascender a la Serie A en 2008, disputando una temporada más en la que promedió 17,5 puntos y 3,0 asistencias por partido.
En 2009 fichó por el Virtus Bologna, pero una grave lesión en la mano antes del comienzo de la temporada le dejó fuera cuatro meses. A su regreso, acabó la temporada promediando 11,8 puntos y 2,4 asistencias por partido.
Tras romper su contrato con la Virtus, en julio de 2010 fichó por el Victoria Libertas Pesaro por una temporada con opción a una segunda. Finalmente jugó solo un año, promediando 12,8 puntos y 3,9 asistencias por partido. En julio de 2011 firmaría por una temporada con el cuarto equipo italiano de su carrera, el Pepsi Caserta, cuando ya estaba tramitando su pasaporte búlgaro para no ocupar plaza de extracomunitario en la liga. Disputó 32 partidos, en los que promedió 13,3 puntos y 5,2 asistencias.
En junio de 2012 anunció que dejaba Italia tras seis temporadas, para fichar por el Gaziantep BŞB S.K. de la liga turca. Jugó una única temporada, en la que promedió 13,6 puntos y 4,9 asistencias por partido. Regresó a Italia al año siguiente para fichar por el Basket Barcellona de la Legadue Gold. En su nuevo equipo disputaría una temporada como base titular, promediando 15,5 puntos y 6,5 asistencias por encuentro.
En 2014 volvió a cambiar de liga, para jugar en el Spirou Basket Club de la Ligue Ethias belga. En su única temporada en el equipo, en la que disputó además la Eurocup, promedió 12,3 puntos y 2,8 asistencias por partido. La temporada siguiente no se mueve de liga, al fichar por el Mons-Hainaut. aunque antes del final de la temporada, en febrero de 2016, rompió su contrato para fichar siete años después de nuevo por la Virtus Bologna. Allí acabó la temporada promediando 13,4 puntos y 3,2 asistencias por partido.